# Sona (Prison Break)
Sona este al  22-lea episod din sezonul al 2-lea al serialului de televiziune Prison Break.